# Oza-Cesuras
Oza-Cesuras település Spanyolországban, A Coruña tartományban. Oza-Cesuras Abegondo, Curtis, Vilasantar, Mesía, Aranga, Coirós és Betanzos községekkel határos. Lakosainak száma 5151 fő (2024). Oza dos Ríos és Cesuras községek 2013-ban történt egyesüléséből jött létre.

## Népesség
A település népessége az utóbbi években az alábbiak szerint változott:
| Lakosok száma | 5275 | 5253 | 5181 | 5133 | 5155 | 5096 | 5170 | 5247 | 5203 | 5151 |
|               | 2014 | 2015 | 2016 | 2017 | 2018 | 2020 | 2021 | 2022 | 2023 | 2024 |